# 朴相元 (击剑运动员)
朴相元（韩语： Bag Sang-won，2000年9月14日—），韩国男子击剑运动员，2021年夏季世界大学生运动会男子佩剑个人金牌得主和男子佩剑团体银牌得主、2024年夏季奥林匹克运动会男子佩剑团体金牌得主。